# Bureau des affaires de désarmement
Le Bureau des affaires de désarmement (UNODA, acronyme anglais pour United Nations Office for Disarmament Affairs), est un bureau du Secrétariat des Nations unies créé en janvier 1998 en tant que Département des affaires de désarmement, dans le cadre du plan de réforme des Nations unies présenté par le Secrétaire général Kofi Annan dans son rapport à l'Assemblée générale en juillet 1997.
Son objectif est de promouvoir le désarmement et la non-prolifération nucléaires et le renforcement des régimes de désarmement en ce qui concerne les autres armes de destruction massive, les armes chimiques et biologiques. Il encourage également les efforts de désarmement dans le domaine des armes conventionnelles, notamment les mines terrestres et les armes de petit calibre, qui sont souvent les armes de prédilection dans les conflits contemporains.
Il est dirigé par une Secrétaire Générale Adjointe (SGA) et Haute représentante (HR), Izumi Nakamitsu (en) du Japon, qui a pris ses fonctions le 1er mai 2017.  

## Histoire
Dans sa résolution historique 1653 de 1961, « Déclaration sur l'interdiction de l'emploi des armes nucléaires et thermonucléaires », l'Assemblée générale des Nations unies a déclaré que l'emploi d'armes nucléaires « excéderait même le champ de la guerre et causerait des souffrances et des destructions aveugles à l'humanité et à la civilisation et, par conséquent, est contraire aux règles du droit international et aux lois de l'humanité ».
Le Bureau des affaires de désarmement des Nations unies avait été créé à l'origine en tant que département en 1982 sur la recommandation de la deuxième session extraordinaire de l'Assemblée générale consacrée au désarmement (SSOD II). En 1992, il est devenu le Centre pour les affaires de désarmement, travaillant sous l'égide du Département des affaires politiques. À la fin de l’année 1997, il est redevenu le Département des affaires de désarmement. Puis, en 2007, le Secrétaire général Ban Ki-moon a annoncé la nomination du Brésilien Sérgio de Queiroz Duarte au poste de Haut représentant pour les affaires de désarmement au niveau de Secrétaire général adjoint (SGA) et le département est devenu le Bureau des affaires de désarmement des Nations unies. À la suite du départ à la retraite de Sérgio Duarte en février 2012, Angela Kane (en), alors SGA pour la gestion, a été nommée nouvelle Haute Représentante pour les affaires de désarmement. Elle était la première femme et la première non diplomate nommée à ce poste. 

## Mission
L'UNODA apporte un soutien substantiel et organisationnel à l'établissement de normes dans le domaine du désarmement par le biais des travaux de l'Assemblée générale des Nations Unies et de sa Première Commission, de la Commission du désarmement, de la Conférence du désarmement et d'autres organes.  Il favorise les mesures de désarmement préventif, telles que le dialogue, la transparence et l'instauration de la confiance sur les questions militaires, et encourage les efforts de désarmement régionaux. Ces derniers comprennent le registre des armes conventionnelles des Nations unies et les forums régionaux. Il fournit également des informations sur les efforts de désarmement des Nations unies.
L'UNODA soutient le développement et la mise en œuvre de mesures de désarmement pratique après un conflit, comme le désarmement et la démobilisation des ex-combattants et l'aide à leur réintégration dans la société civile. 

## Structure
Le Bureau des affaires de désarmement des Nations unies comprend cinq services : le Service du secrétariat de la Conférence du désarmement et de l'appui à la Conférence (Genève), le Service des armes de destruction massive (ADM), le Service des armes classiques (y compris les mesures de désarmement pratique) (CAB en anglais), le Service de l'information et de la sensibilisation (IOB en anglais) et le Service du désarmement régional (RDB en anglais). Le RDB gère en outre trois centres régionaux.
Les services et les centres sont organisés comme suit :

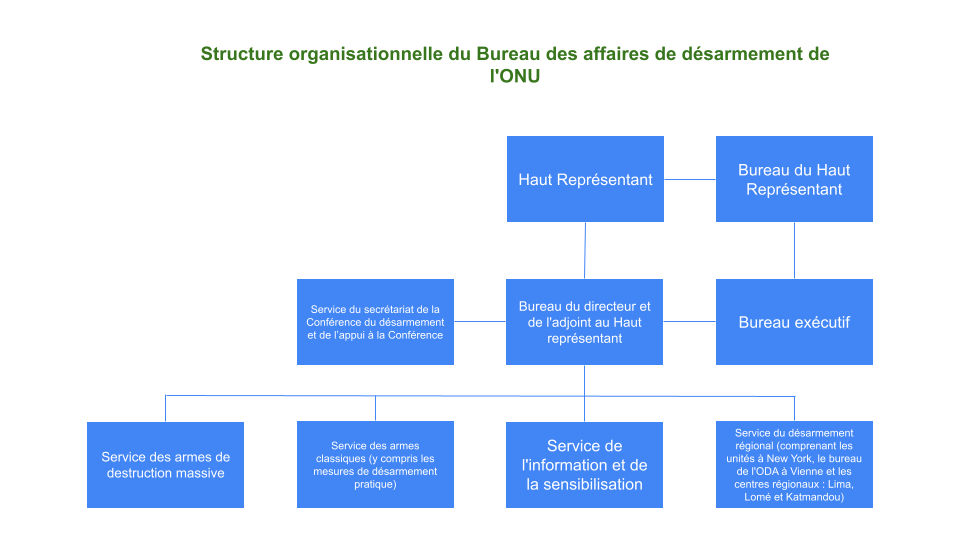

## Activités

### Service du secrétariat de la Conférence du désarmement et Service d'appui à la conférence
Le Service du secrétariat de la Conférence du désarmement et d'appui à la conférence, basé à Genève, fournit des services d'organisation et de fond à la Conférence du désarmement (CD), l'unique forum multilatéral de négociation sur le désarmement de la communauté internationale. 

### Service des armes de destruction massive
Le Service ADM fournit un soutien substantiel dans le domaine du désarmement des armes de destruction massive (armes nucléaires, chimiques et biologiques). Il soutient et participe aux efforts multilatéraux visant à renforcer la non-prolifération des ADM et, à cet égard, coopère avec les organisations intergouvernementales et les agences spécialisées pertinentes du système des Nations unies, en particulier l'AIEA, l'OIAC et le PrepCom de l'OTICE. 

### Service de l'information et de la sensibilisation
Le Service IO organise une grande variété d'activités et de programmes spéciaux dans le domaine du désarmement, produit des publications de l’ODA telles que l'Annuaire des Nations unies sur le désarmement et des rapports spéciaux, et gère des bases de données pour les domaines spécialisés tels que le Registre des armes conventionnelles, le Statut des Traités et l'Article 7 – Convention sur l'interdiction des mines. 

### Service du désarmement régional
Le Service du désarmement régional (RDB) fournit un appui substantiel, notamment des services consultatifs, aux États membres et aux organisations régionales et sous-régionales sur les mesures de désarmement et les questions de sécurité connexes. 
Le RDB supervise et coordonne les activités des trois centres régionaux : 
- le Centre régional des Nations unies pour la paix et le désarmement en Afrique (UNREC) ;
- le Centre régional des Nations unies pour la paix et le désarmement en Asie et dans le Pacifique (UNRCPD) ;
- le Centre régional des Nations unies pour la paix, le désarmement et le développement en Amérique latine et dans les Caraïbes (UNLIREC).

## Hauts Représentants pour le désarmement
| Anciens chefs de l'UNODA et prédécesseurs de l'UNODA | Anciens chefs de l'UNODA et prédécesseurs de l'UNODA | Anciens chefs de l'UNODA et prédécesseurs de l'UNODA | Anciens chefs de l'UNODA et prédécesseurs de l'UNODA |
| Secrétaire général adjoint                           | Pays de nationalité                                  | Années de service                                    | Secrétaire général de l'ONU                          |
| ---------------------------------------------------- | ---------------------------------------------------- | ---------------------------------------------------- | ---------------------------------------------------- |
| Jan Mårtenson                                        | Suède                                                | 1982–1987                                            | Javier Pérez de Cuéllar                              |
| Yasushi Akashi                                       | Japon                                                | 1987–1991                                            | Javier Pérez de Cuéllar                              |
| Prvoslav Davinic                                     | Yougoslavie                                          | 1992-1997                                            | Boutros Boutros-Ghali                                |
| Jayantha Dhanapala                                   | Inde                                                 | 1998–2003                                            | Kofi Annan                                           |
| Nobuyasu Abe                                         | Japon                                                | 2003–2006                                            | Kofi Annan                                           |
| Nobuaki Tanaka                                       | Japon                                                | 2006–2007                                            | Kofi Annan                                           |
| Sergio de Queiroz Duarte                             | Brésil                                               | 2007–2012                                            | Ban Ki-moon                                          |
| Angela Kane                                          | Allemagne                                            | 2012–2015                                            | Ban Ki-moon                                          |
| Kim Won-soo                                          | Corée du Sud                                         | 2015–2017                                            | Ban Ki-moon António Guterres                         |
| Izumi Nakamitsu                                      | Japon                                                | 2017–présent                                         | António Guterres                                     |

### Articles Connexes
- Maîtrise des armements
- Liste des traités de contrôle et de limitation des armements
- Institut des Nations unies pour la recherche sur le désarmement (UNIDIR)
- Action de l'Organisation des Nations Unies en faveur du désarmement

### Liens Externes
- Site officiel de l'UNODA
- Section Désarmement du site des Nations unies
- Centre régional des Nations Unies pour la paix et le désarmement en Afrique
- UN Regional Centre for Peace and Disarmament in Asia and the Pacific
- UN Regional Centre for Peace, Disarmament and Development in Latin America and the Caribbean
- UN Programme of Action Implementation Support System
- UNODA Publication